# Dysderina princeps
Dysderina princeps är en spindelart som beskrevs av Simon 1891. Dysderina princeps ingår i släktet Dysderina och familjen dansspindlar. Inga underarter finns listade i Catalogue of Life.